# Viola vilaensis
Viola vilaensis är en violväxtart som beskrevs av August von Hayek. Viola vilaensis ingår i släktet violer, och familjen violväxter. Inga underarter finns listade i Catalogue of Life.